# Pontia callidice
Pontia callidice es un lepidóptero ropalócero de la familia Pieridae.

## Distribución
Se distribuye por los Pirineos, Alpes, Turquía, Oriente Medio hasta Mongolia, China y América del Norte. En Europa se encuentra entre los 1500 y 3400 m s. n. m.

## Hábitat
Vive en pendientes alpinas, rocosas, abiertas y herbosas. La oruga se alimenta de Erysimum helveticum, Reseda glauca, Cardamine bellidifolia, Hutchinsia alpina.

## Periodo de vuelo
Una generación al año entre comienzos de junio y comienzos de julio. 
Hiberna como pupa.